# 左右

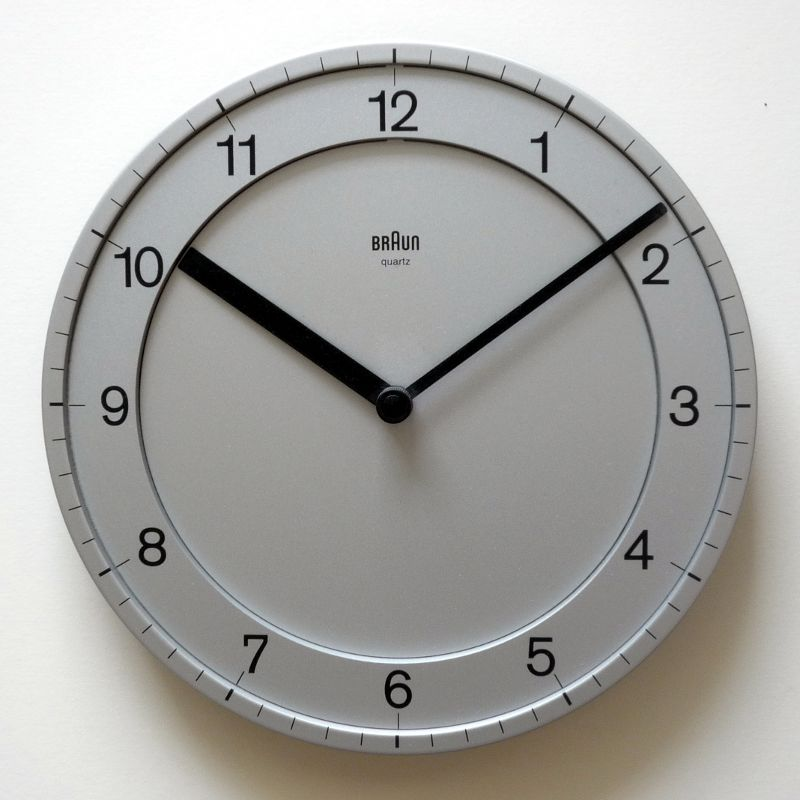
この写真の場合、6と12を結ぶ直線を基準に取ると、1, 2, 3, 4, 5がある方向が右、7, 8, 9, 10, 11がある方向が左となる。7と11を結ぶ直線を基準にとれば、6と12は右側にあることになる。

左右（さゆう、ひだりみぎ）とは、六方位の名称の一つで、横・幅を指す方位の総称。絶対的な方向ではなく、おのおのの観測者にとって、上（同時に下）と前（同時に後）の方向が定まった時に初めて、その観測者にとっての左と右の方向が決まる。前後、上下とは直角に交差し、左と右は互いに正反対である。
たとえば、アナログ時計の文字盤に向かって、（中心を基準とし）7～11 がある方向を左（ひだり）、1～5 がある方向を右（みぎ）という。あるいは南を下、北を上とした時、東の方向が右、西の方向が左となる。
左右の概念は、鏡像関係にある二つの存在を区別するためにも援用される。

## 左右の定義
どちらが右で他方が左となるかは、人間の取り決めによってのみ区別できる。外見的には人体はほぼ左右相称だが、実際には肝臓の位置や利き手などの非相称性があり、社会として、つまり多数派・少数派の違いとしてそれが確定できるため、左右の区別は一般的通念として世界で広く使われるが、それすら往々にして混乱を生じる（「どっちだっけ?」「お箸を持つ方だよ」というよくあるやり取りがそれを示している）。
人間にとって、上下は重力の方向を、前後は自己の進行方向を示すというようにはっきりと異なる意味を持つのに対して、左右にはそのような判然とした価値の差が存在しないために、混乱が生じやすい。左右という概念・単語を持たない民族・言語もある。

## 幾何学
左右は幾何学からは定義できない。互いに直角に交わる3つの軸は、任意に前後の軸、上下の軸、左右の軸と定められる。前（または後）および上（または下）が定まったときに残る方が左右の軸であるが、どちらが右でどちらが左であるかは、右と左をそれぞれ図で示したり、何か実物の例を使うことでしか説明できない。
なお、これは幾何学において左右が特別な訳ではない。たとえば直交する3つの軸に、左右、上下をこの順に定めても、どちらが前でどちらが後かは、純粋に幾何学的には任意性が残る。
たとえばすべての辺の長さの異なる不等辺三角形は三角形の頂点ABCを右回りに振った場合と左回りに振った場合の二通りが書け、両者は同一平面上ではどのようにしても重ね合わすことができない。しかし、ユークリッド幾何学では三辺の長さが等しい三角形は合同であるとして、幾何学的にはこの二つを区別しない。
このように、平面図形では形としては同じでも、平面上ではどのように移動しても絶対に重ね合わせられない形が存在し、それはいわゆる鏡像である。ただし、我々の空間の中ではこのような図形は持ち上げて裏返せば重ね合わせられるので、これらを合同と見なす。それに対して、空間図形の場合、我々の空間の中ではこれを引っ繰り返すことはできないから、絶対に重ね合わせられず、これらを区別せざるを得ない。それに対する名に右と左を使う場合もある。これについては鏡像の節も参照のこと。

### 鏡像
人体がほぼ左右対称なことから、左右の概念は、様々な幾何学的な鏡像関係を区別するために持ち出される。たとえば回転の方向を指す「右回り」や螺旋などの「右巻き」である。これは日常会話だけではなく、数学における右手系や化学におけるキラル、物理学におけるヘリシティなど、科学の様々な分野においてもそうである。
しかし純粋に幾何学的には、左右は本来六方の一つであり、その立場からすると、これらの左右は援用である。たとえば螺旋において、「右巻き」があるからと言って、「上巻き」や「後巻き」といった概念があるかというと、そうではない。従って、鏡像関係にある二つの螺旋のうち、片方が絶対的に「右巻き」という訳ではない。しばしば右ねじと同じ螺旋を「右巻き」と呼ぶが、それは人為的な約束事である。
一方で、巻き貝では、その巻く方向は、身体の左右と密接に結びついている。#軟体動物の場合で後述する。

#### 螺旋
分野によっては、どちらの螺旋が「右巻き」と呼ぶ慣例であるかが決まっている。
- つる植物では、両方の定義が使われており、混乱している。
- 学術用語集では、いくつかの生物関係の分野で、巻き貝における「右巻き」「左巻き」と同じ定義を用いている。
- ねじについては、右手を握り、親指を立てたときに四本の指先方向に回すと親指側にねじ込めるものを「右ねじ」という。

## 向かって / 背にして
たとえば人間が向き合った状態では、自分の右手側は相手の左手側になるなど、左右は誰から見たかに依る。そこで、ある方向を定め、そちらを向いた時の左右で指定する方法がある。これを向かってという。「～に向かって右側」などと言う。似たものに背にしてという言い方もある。用例は以下の通り。
- 話し手の北側にコンビニ、西側に書店、東側にレストランがある場合
  - コンビニに向かって右にレストラン、左に書店がある
  - コンビニを背にして右に書店、左にレストランがある

## 自然現象
自然現象においても、しばしば左右対称性、正確には鏡像対称性が見られる。つまり、鏡に映った像と実際の姿を区別することはできない。ところが、いくつかの重要な事例において、左右が対称でない場合、あるいは左右対称であっても同一でないと見なさねばならない場合がある。しかしながら、それにより左右を絶対的に定義できるかと言うと、#左右の定義と宇宙人の節で後述する通り単純ではない。
前述のように、自然現象のほとんどは左右対称に現れる。しかしながら、若干の、しかし重要な左右不相称の現象が存在する。代表的なのは以下のようなものである。
- 電流によって生じる磁場の向きは右ねじの方向である。これを右ねじの法則と言う。
- 電流の流れる向きを前、磁力線の向きを上とした場合、力は右に向かって働く。フレミングの法則などを参照。
- 素粒子の世界で働く弱い相互作用（例：原子核のベータ崩壊）では、左右の対称性が破れている。これをパリティ対称性の破れという。
- 左右非対称な分子はキラルであるという。キラルな分子の鏡像体同士は物性、化学反応性がほぼ一致しマクロな方法での分離が困難である。これを実現するのが不斉合成である。これらを区別する名称として、かつては右旋性・左旋性という語も使われた。光学異性体・旋光を参照。
- 生物学においても、化学におけるキラルは重要である。というのは、生物において最も重要な物質と言ってよいタンパク質の構成単位であるアミノ酸がこの性質をもつからである。実際の生物の場合、利用されるアミノ酸はL 型（左旋性）に限られており、D型（右旋性）を利用することはできない。なぜ生物がL 型しか利用しないかの理由は不明であり、むしろ、生命の起源に関する理論がこれを説明することを求められる。
生物の発生においては、左右の形態の差異を生じるのにレフティ遺伝子が関与していることが示されているが、詳細は未だ解明されていない。
- 低気圧の渦の回転方向は、北半球では普通反時計回りであり、南半球では逆である。これはコリオリの力による。ただし、発生後に赤道を越える進路を取る場合があるので、北半球の熱帯低気圧はすべて左回りとは言い切れない。

左右の区別を純粋に論理的に区別することの困難さについては、後述の「左右の定義と宇宙人」節も参照。

## 身体・生物における左右

### 利き手
人間には一般的に日常生活において、左右いずれかの手のほうが器用に動かしやすいことから、これを利き手として用いることが多い。それぞれ右利き・左利きと呼ばれ、世界的にみて右利きの人間が多数だがその理由ははっきりとわかっていない。

### 左足と右足
足にも手と同様に利き足が存在する。利き手のように目立つことはないが、利き足の方がそうでない足より蹴る力が強い。
そのため、砂漠などの広い土地で目印を定めず直進しようとすると、直進することができず、利き足とは逆回り（右利きの場合左回り）の巨大な円を描いてしまうことがある（リングワンダリング）。運動生理学も参照。

### 内臓の位置
生物の内臓は、左右に非対称性が見られ、例えば人間の場合、通常は自分から見て、肺は左右にあるが右側の方が大きい。また肝臓は右側に大きく偏り、胃は左、盲腸は右、ついでに腸の配置は対称性がない。この状態は「正位」と呼ばれる。しかし、稀には臓器が左右逆の位置にある者もあり、これは「逆位」と呼ばれている。全て逆の人もいれば特定の臓器のみ逆転している人もいる。全臓器反転症も参照。

### 脳と左右
動物の脳はほぼ左右対称な形状をしており、大脳および小脳は左右の半球に分かれて存在している。大脳は反対側の半身の、小脳は同じ側の半身の運動・感覚を担当しているが、それぞれの半球の役割は同等ではない。その差は特に大脳で著しく、優位半球と呼ばれる側の大脳が論理思考、言語など主要な精神機能を司る。逆の劣位半球と呼ばれる側は空間認識に関わっているなどが明らかになっているが、まだ十分に解明されてはいない。また、両側大脳にあって短期記憶を司る海馬も優位側は言語的記憶、劣位側は非言語的記憶に関わることが知られる。右利きの人間のほとんど（約95%）で優位半球は左、劣位半球は右である。左利きの人間の場合にはあまり一定していないうえ、優位半球と劣位半球の区別が明確になっていないことも多い。
脳の左右に関しては俗説も多く見られる。脳機能局在論#右脳・左脳論を見よ。

### 生物一般
生物一般の場合も、左右の対称性と非対称性が入り混じる。
動物の場合、上下は重力から自然に定まり、また前後は、多くはほぼ水平方向であるが、主に進む方向であり、これらの二つはきわめて重要である。左右は、その残りから生ずる。
個体としては外部形態においては左右対称性が見られるものがほとんどである。内部形態では左右対称性と非対称性が混ざる。ヒトの場合の主な非対称は心臓と肝臓の位置、及び消化管の配置である。しかし、これらも本来は左右対称な形である。心臓もその発生からは体の中央にあるべきものである。消化管も口から肛門までの長さであれば真っすぐに配置するはずで、他の動物群においても体長より長い消化管を持つ場合、その配置は非対称である例が多い。
もともと左右対称だったのが、左右どちらかが退化することで左右非対称となる例もある。たとえばオタマジャクシの内鰓の出入り口は左側だけにある。
よりはっきりした非対称が見られるものもある。たとえばヒラメやカレイでは体側面を下にし、反対側に両眼が移動している。他の魚の鱗を食ういわゆるスケールイーターでは獲物をねらう向きによって顔が歪んでいる種がある。カタツムリを専食するイワサキセダカヘビの仲間では、多数派である右巻きのカタツムリ捕食に特殊化して、下顎の歯の本数に著しい左右差が進化している。化石動物のホマロゾアは体が全体に左右非対称となっていた。
植物の場合には、移動方向としての前後が無い為、左右も無い。とはいえ、形態によっては鏡像対称に近くなることもあり、またたとえば葉など、部分的にはほぼ鏡像対称になる事もある。たとえば双子葉植物では、発芽から間もない頃はほぼ鏡像対称である。
藻類や菌類についても似た事が言える。

#### 軟体動物の場合
さらに左右非対称がある例に軟体動物の腹足類がある。この類では、殻が螺旋状に巻いているので、左右が非対称になっている。それだけでなく、その進化の初期に体がねじれたと言われており、内臓や神経系の配置に独特のねじれが見られる。なお、そのねじれが戻ったと見られるものもある。
また、これらの動物では殻の巻き方に左右両側のものがあり、それぞれ群によっておおよそ決まっているほかに、その中でも種によって異なっている。たとえば陸産貝類ではカタツムリは右巻きで、キセルガイは左巻きである。そしてカタツムリ類にも左巻きの種が散見される。
この巻き方の差異は生殖隔離の仕組みとしても働いている。カタツムリ類の生殖器は体の片方によっており、二頭が行き違う形で交尾が行われるが、巻きが逆のものでは生殖器のある側が反対になるため、交尾が成立しない。このことから、巻きが反対になる突然変異が起きれば、それが種分化の機会になる可能性も指摘される。なお、巻き貝全般では同種内で両方の巻き方がある種もある。

## 道具・機械に関する左右
道具や機械によっては、急須などのように右利き用に作られているものも多い。これについては利き手を参照されたい。
冷蔵庫では、左右どちらからでも開くドアを有するものが1954年に東芝から発売されている。

## スポーツにおける左右

### 各種レース
陸上のトラック競技は、左回りで行われる。これは利き足が右である人間が多く、その場合右足の方が左足と比べて地面を蹴る力が強いので、左回りの方が速く走れるためである。競馬のレースは、左回りのものと右回りのものの双方がある。競艇では、船舶が右側航行であるのに合わせて、左回りでレースが行われる。

## 政治的・思想的立場と左右
政治的・思想的な立場を表すために右と左の語が用いられる場合がある。右（右翼・右派）は保守的・国粋的な立場を、左（左翼・左派）は急進的・革新的な立場をそれぞれ意味することが一般的である。この由来は、フランス革命時の国民議会で、議長席から見て、右に保守派、左に急進派のジャコバン党が座ったことである。左翼・右翼も参照。

## 文化と左右
文化によっては、左と右に優劣や貴賎の意味を持たすことがある。
古代インドの礼法では右回りを吉、左回りを不吉とした。インドを発祥とする仏教にも右旋を優位とする礼法が多く見られ、仏教圏の文化に影響を与えている。また、古代中国では北辰信仰が盛んであり、北極星を中心に左旋回する天体の運行を人間の方位観に当てはめ、南面する天子を中心とした秩序を構成した。
一方、老子や道教では「吉事尚左、凶事右」として主に左が貴ばれた。中国では時代によって左右の貴賎が変わり、時代順に周は左を貴び、戦国・秦・漢は右を、六朝・隋・唐・宋は左を、元は右を、明・清は左を貴んだ。これについて、左を賎しめ右を貴んだ時代は荒れ乱れた世が多く、「君子、居れば則ち左を貴び、兵を用うれば則ち右を貴ぶ」という老子の言葉の通りである、とする見方がある。
奈良時代から平安時代にかけての日本は、中国の歴代王朝の中でも特に左を貴んだとされる唐の影響を強く受けていたため、当時の日本では右大臣よりも左大臣が貴い地位であった。
漢の時代の中国では、官吏を賎い地位に下げることを「左遷」と表現していた（『漢書』周昌伝）。現在の日本でも、会社員や公務員の地位を下げたり条件の悪い勤務地へ強制的に転勤させることを「左遷」（させん）と言うが、この言葉は現代中国語の語彙としては消滅している。

### 建物・住居における左右
日本の国会議事堂は、建物は左右対称だが、建物の正面から見て左側が衆議院、右側が参議院である。
日本では、襖や障子は通常右側が手前になるようにはめ込む。引き戸やアルミサッシなどでも同様である。

### 舞台における左右
劇場の舞台では、演者と観客が対面する形での上演が多く、左右で方向を表すと混乱しやすい。
日本では、観客から舞台に向かって見たときの右側を上手（かみて）、左側を下手（しもて）と呼び、左右の語は使わない。
英語の表現では、この二つを"stage left"（上手）、"stage right"（下手）と呼ぶ。舞台上の演者から観客に向かって見る立場である。実際には、やはり混乱しやすいので、プロンプターが通常上手にいることから、"prompt"(上手)、"opposite prompt"(下手)という語も使われる。

### その他施設
- 野球場 - レフト方向、ライト方向という表現がされる。守備のライトの位置がライト、その反対がレフトであり観測者の向きは問わない。

### 衣服における左右
日本の着物は、現代では通常、男性用、女性用ともにその着物を着る者からみて右側の部分が手前となるように着付ける。これを、「右前（みぎまえ）」という。例外的に、死者に着せる和服のみは「左前（ひだりまえ）」に着せる。
これに対して、洋服では、男性用は「右前」、女性用では「左前」のものが一般的である。

### 食事における左右
日本の和食において、飯茶碗と汁茶碗は、食事をする者から見てそれぞれ左、右に配膳することとされる。また、焼き魚を皿に盛り付ける場合には、食事をする者からみて左側に頭を据えるものとされている。
洋食のテーブルセットは、通常、客からみて右側にナイフ、左側にフォークがセットされている。これはナイフは右手で、フォークが左手で用いるのが一応のマナーとされるからであるが、ナイフを置き、フォークを右手に持ち替えて食べることをアメリカン・スタイルと呼びマナー上も許容されている。
アラブなどイスラム教を信仰する地域や、インドなどヒンドゥー教を信仰する地域ではフォークやスプーンを用いず、直接食べ物を指で口に運ぶことが多いが、左手は不浄の手（用便の際に使用）とされ、食事の際には用いられない。

### 平城京、平安京・京都における左右
平城京や平安京では、東側は左京、西側は右京と呼ばれる。これは、北部にある御所において天皇は南むきに玉座に座るために、街の東側は左側に、街の西側は右側にみえることに由来する。現代の地図上の左右、つまり地図の北を上にしたときの左右ではない。現代の京都市の左京区、右京区は、平安京とは地域的にずれるがこれに倣ったものである。
しかしながら、京都の五山送り火には西と東に二つの「大文字」があるが、こちらは西側の大文字が「左大文字」と呼ばれる。

### 卜占と左右
占いや順位においては、左右に優劣をつけることが、様々な文化に見られる。
英語で「凶運な」を意味する“sinister”は、ラテン語の「左」sinistraに由来する。日本語にも、“sinister”の忠実な訳語として「左前」がある。なお、対義語で「右の」は "dexter" である。一方、中国では陰陽五行思想では左が陽とされ、太極拳や気功は左から始まる。

### 川の右岸と左岸
川下に向かって川を見た時、左側の岸を左岸、右側の岸を右岸と呼ぶ。今日ではこの慣例が定着している。

### 国名
イエメンのアラビア語国名「アル・ヤマン」は「右」を意味する「ヤマン」に定冠詞を冠するものである。メッカのカアバに向かって立つと、顔は東を向き、右手に砂漠とこの地方が広がる。したがってメッカ以南の地は、すべて「右側」と呼ばれた。やがて時代を経て、アル・ヤマンはイエメンだけ指すようになった。

## 言語、表記、文字の左右

### 漢字の左と右
漢字の部首において偏（へん）は左に、旁（つくり）は右に位置する。

### 表記
日本語の表記方法としては、縦書きと横書きがあるが、縦書きの場合には、右列から左列に、横書きの場合には、左から右へと文字が綴られるのが標準である。戦前までは横書きを右から読むことが多かったが、これは1行1文字の縦書きであるとみることができる。また、縦書きを左から書くこともある。
世界には、横書きでも右から左に書く文字体系も、左から右に書く体系もある。

### 日本語における熟語
左右
日本語においては「左右」の語が、「将来・運命を左右する」など、善悪や成否に決定的に関わるほどの大きな影響の意味で用いられる例がある。これは熟語であり、左または右に単独での意味はない。
右に出る
日本語において相手より優れることを「右に出る」という言い方が使用される。例えば、「～の右に出る者はいない」とは、「～より優れる者はいない」「～が最も優秀だ」を意味する用句である。
最左翼・最右翼
日本語で「最左翼」には「最も劣った」、「最右翼」には「最も優れた」という意味も持つ。例えば、「優勝候補の最左翼」とは、「最も優勝しそうにない人」を意味する。これは、第二次大戦前の日本の士官学校において、成績が最上位の者を最も右に配置し、成績順に右から左に列べた事に由来する。

### 複式簿記
複式簿記の仕訳の表記においては借方を左側に、貸方を右側に書くように定められている。借方貸方の用語が類似していて混乱しやすく、また歴史的な語義が失われていることから、借方貸方という用語は単に左側右側を意味しているに過ぎない。

## 交通における左右

### 歩行者
国・地域によって異なる。自動車が普及している国では、車両とは逆の通行区分になっている場合が多い（対面交通）。
日本の道路では歩行者は、歩道・路側帯と車道の区別のない道路に於いては、原則車両とは逆の右側通行である。これは道路交通法第10条第1項に定められている。1900年に発令された道路取締規則、1920年に制定された道路取締令では、歩行者も車両と同じく左側通行であった（これは、武士が左側に帯刀していた為、すれ違う時に鞘が触れ合わないよう、左側を歩いていたからとの説がある）。しかし終戦直後、死亡事故が頻発した為、1949年11月1日に「車両は左側通行、歩行者は右側通行」の対面交通が取り入れられた。しかし、鉄道駅の通路は現在も左側通行の所が多い。また、盲導犬は道路の左側を歩くよう訓練されており、道交法でも左側通行が認められている。

### エスカレーター
日本では、エスカレーターでは左に立ち止まり、歩く者は右側を行くのが慣習となっている。但し、大阪では右に立ち止まり、歩く者は左側を行く。
大阪での慣習の由来については、いくつかの説がある。そのひとつに、1970年代に、阪急電車の梅田駅で、右に立つことが推奨されたため、右側に立つことが定着したというものがある。
しかし、エスカレーターは立ち止まって乗ることを前提に設計されており、鉄道各社は2列に並び立ち止まって乗るよう呼び掛けている。また、2024年3月現在、埼玉県ではエスカレーターでの歩行そのものが条例違反であるが、罰則はない。

### 車両

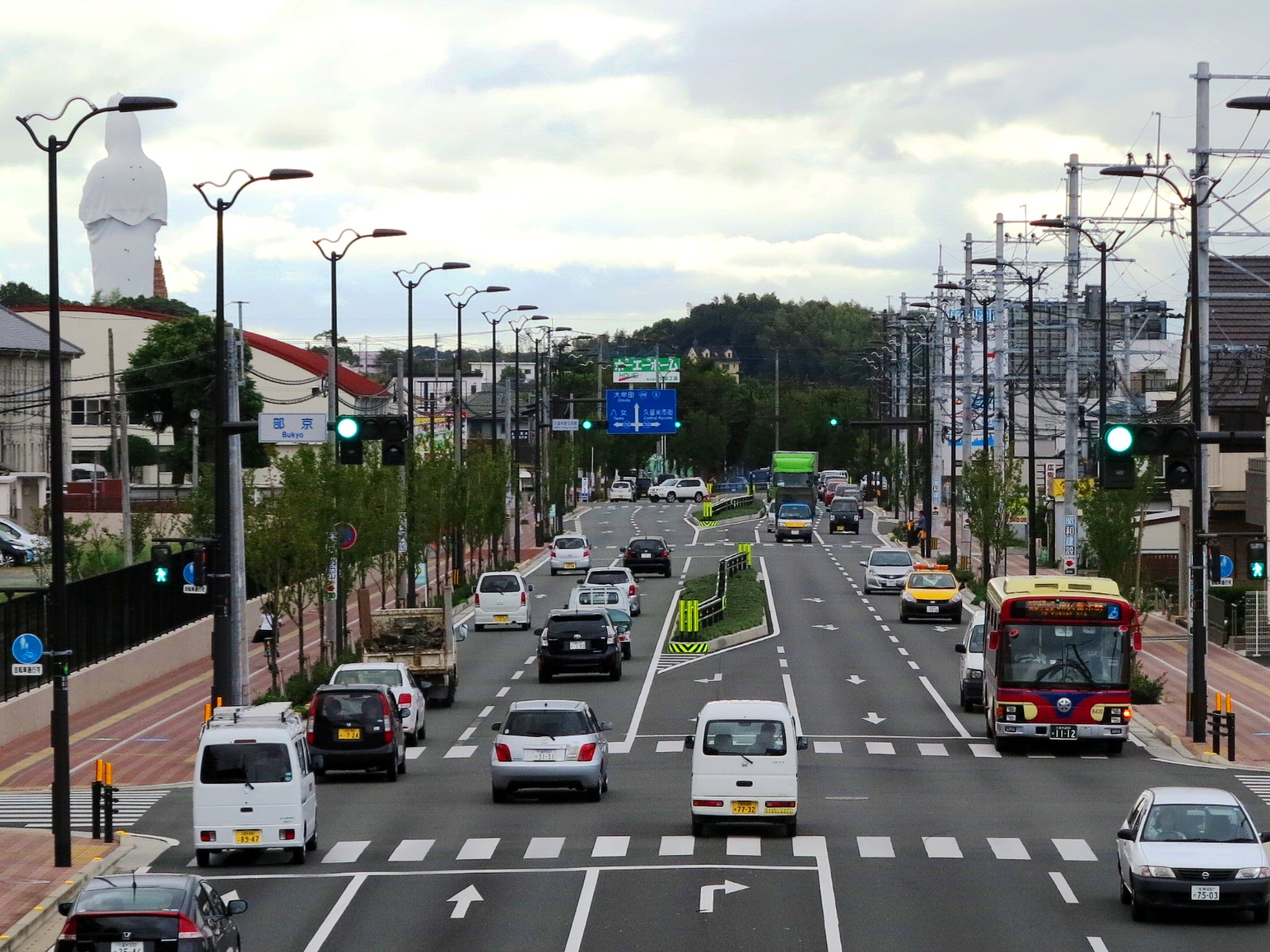
左側通行（日本）
この写真の場合、走り去る車が写っている方が左、向かってくる車が写っている方が右となる。

世界には、車両が右側通行の国と左側通行の国がある。日本は左側通行であり、これは道路交通法第17条第4項に定められている。ただし、例外として地形の制約などにより上下線の配列が左右逆になっている箇所(北陸自動車道 敦賀IC～今庄IC間等)も存在する。
日本以外の左側通行の国や地域の多くは、イギリス、アイルランド、オーストラリア、ニュージーランド、インド、マレーシアなど、旧大英帝国・イギリスの旧植民地であるところが大部分である。
左側通行では右ハンドル、右側通行では左ハンドルの車の使用が標準となる。右ハンドル左ハンドルどちらの場合もクラッチ・ブレーキ・アクセルの並びは左からこの順で変わりはない。ヘッドライトのロービームも、左側通行用の車と右側通行用の車で配光が異なる。つまり、ロービームは前面を満遍なく照らすのではなく、対向車を幻惑させないように配光がされている。日本や英国などでは、右ハンドル、左ハンドルどちらの仕様の車両であっても国内の法制に従って車両を登録し、公道上を運行させることができる。
また、ヨーロッパ連合においては左側通行である英国やアイルランドとその他の右側通行国との間、タイとラオスの両国間、また中国の国内において香港やマカオと他地域との間などでは自動車による往来が可能であるため、必然的に右ハンドル仕様車と左ハンドル仕様車が同一の交通の中で混在する。この場合、車両通行の左右が入れ替わる場所では立体交差にするなどして交通の錯綜を防いでいる。

### 船舶

青函連絡船の航路。現在の青函航路は右側通行で、上下航路の間隔が狭くなっている。

スターボード艇優先の原則により、船舶は万国共通で右側航行が原則となっている（海上における衝突の予防のための国際規則に関する条約）。
日本でも海上衝突予防法で
- 狭い水道ではできる限り右側に寄って航行しなければならない（第9条）。
- 2隻の動力船が正面から行き会う場合には、原則的に、それぞれ針路を右に転じなければならない（第14条）。

とされている。
ただし例外もあり、例えば青函連絡船が運行されていた時代の青函航路は左側通行であった。
また、船舶は右側航行が原則であるが、接岸は左舷で行われることが多い。上述の「スターボード艇優先の原則」の「スターボード（starboard）」とは舵取り板を意味する「ステアリングボード（steering board）」の訛りであり、昔の船は舵取り板を船尾右舷に装備していたため、左舷で接岸が行われていた。このため、現在でも右舷は「スターボードサイド（starboard side）」、左舷は「ポートサイド（port side）」と呼ばれ、慣習的に左舷で接岸が行われている。

### 航空機
航空機は、船舶の慣習を多く引き継いでおり、右側航行が原則とされる。2機の航空機が、互いに正面から接近しつつある場合には、互に進路を右に変えなければならないこととされる。これは、日本の航空法施行規則第182条にも規定されている。また、ポートサイド・スターボードサイドの呼び名や左側から乗降することが多いのも、船舶と同様である。

### 鉄道
自動車と同様国・地域によって異なるが、路面電車以外の鉄道は必ずしも自動車の通行区分と一致するわけではない。
台湾、韓国、北朝鮮では、自動車は右側通行だが、日本統治時代に建設された鉄道路線は左側通行である。また、韓国ではソウル交通公社1号線も、乗り入れ先の韓国鉄道公社に合わせて左側通行となっている。フランスも自動車は右側通行だが、鉄道はイギリスの技術支援を受けた影響で左側通行となっている。フランス国鉄はこのように左側通行であるが、パリの地下鉄（メトロ）では右側通行となっている。他、イタリアやスイス等も自動車とは逆の左側通行となっている。
逆に、インドネシアは自動車は左側通行だが、鉄道は右側通行となっている。
日本の鉄道はイギリスの技術支援を受けた影響で原則左側通行だが、例外として地形の制約により上下線の配列が左右逆になっている箇所（東海道本線の南荒尾信号場 - 関ケ原駅間、北陸本線の新疋田駅 - 敦賀駅間など）が存在する。それ以外では、三重交通神都線が複線区間で右側通行だった。また、単線区間においてホームに進入する際には、線路の構造や、閉塞取扱（の名残）、ワンマン運転における乗客の取り扱いの利便性から、右側通行になる場合がある。
運転席は右側通行の場合は右側、左側通行の場合は左側にあることが多い。
鉄道車両の形式図においては、前方が左に来る側面を「公式側」、逆の側面を「非公式側」と呼んでおり、鉄道写真などでこの用語が利用されることもある。一方で、路線環境に応じて、線路に対する左右方向の呼称が「山側/浜側」「西側/東側」のように社内で決められている例もある。

## 左右の定義と宇宙人
宇宙人に写真や模型などの実物を送らずに、言葉や論理だけを通信して左右を伝えることができるか、というポピュラーサイエンス上の問い掛けがある（オズマ問題）。地球人（ヒト）同士のように、心臓のあるほうが左、といった定義は使えない。
上と下は重力に対して定義し、上下軸に直交する1本の軸を前後軸として定義する。その2本と直交する最後の軸が左右軸であるが、どちらが右か左かを伝えることはできるか。
- テレビなど映像通信で伝える
不可。あらかじめ左右の方向を伝達できなければ、走査方向が右から左か、左から右かを決められない。
- ガウス平面の虚数軸・実数軸を上下・左右とする
不可。図を書く際、どちらの方向を正とし、負とするかはヒト同士の暗黙の了解による。
- 2つのベクトルの外積によって得られるベクトルの方向
不可。これを右ネジの進む方向としているのは、ヒト同士の約束事にすぎない。宇宙人は左ネジの進む方向として扱うかもしれない。
- アンペールの右ねじの法則、フレミングの右手の法則
不可。磁力線の方向の定義（N極とS極の定義）は、ヒト同士の約束事に過ぎない。
- アミノ酸の非対称性
不可。地球人とその食物を構成するアミノ酸はほとんどL-アミノ酸であるが、宇宙人側もそうであるという確証はない。
- パリティ対称性の破れ
正物質で構成される世界においては可。反物質で構成される世界に対しては不可。例えば、磁界下でのコバルト60原子のβ崩壊では、放射線は非対称に射出される。しかし、宇宙人側が反コバルト60で左右を決定する場合、地球人が考える左右と逆になる。
- 円偏光など、左右非対称な方法で通信する
このような解答は、ネジのように左右の模型となる物を直接送付するのと同じであり、「通信内容によって左右を伝える」という題意を満たさない。